# HMS M21
«М21»(англ. HMS M21) — монітор типу M15 Королівського військово-морського флоту Великої Британії за часів Першої світової війни.

## Конструкція
Призначений для обстрілів берегових цілей, в якості основного озброєння «M25» одну 9,2-дюймову гармату Mk X, зняту з крейсера типу «Едгар» HMS Theseus Крім того, на моніторі встановили 76,2-мм гармату, а також 57-міліметрову зенітку. Через дефіцит дизельних двигунів Боліндера, якими оснащували однотипні кораблі, на ньому було встановлено 2 парові двигуни потрійного розширення, які дозволяли досягти максимальної швидкості в одинадцять вузлів. Екіпаж монітора складався з шістдесяти дев'яти офіцерів та матросів.

## Будівництво
«М21» був замовлений у березні 1915 року як частина Воєнної надзвичайної програми з будівництва кораблів. Він був закладений на верфі «Sir Raylton Dixon & Co. Ltd» у місті Гован у березні 1915 року, спущений на воду 27 травня 1915 року та завершений у липні 1915 року.

## Перша світова війна
«М21» служив спочатку в Середземномор'ї з вересня 1915 року, де забезпечував оборону Суецького каналу, зокрема підтримував війська, які відбивали османську атаку на Романі, а пізніше невдалий наступ британських військ на Газу навесні 1917 року. Після повернення із Середземномор'я у вересні 1917 року у «М21» було вилучено її основну 9,2-дюймову гармату, яку використали для посилення артилерії на Західному фронті. Замість неї була встановлена 7,5-дюймова (190-міліметрова) гармата BL 7.5-inch Mk III. Хоча ці новіші гармати мали менший калібр, але були більш далекобійними, що дозволяло монітору не надто заходити в зону обстрілу німецьких берегових батарей.

## Втрата
20 жовтня 1918 року «М21» підірвався на двох мінах поблизу Остенде. Втім корабель зумів підійти ближче до берега, перш ніж затонув на глибині 6 метрів. Зникло безвісти п'ять членів екіпажу.